# Llanelli Town Association Football Club
Maillots
Actualités
Le Llanelli Town Association Football Club est un club  de football gallois basé à Llanelli. L'équipe a notamment remporté la Premier League galloise en 2008. À domicile, elle joue au Stebonheath Park, à Llanelli, dans un stade de 3 700 places (1 000 assises). 

## Histoire
Le football est introduit à Llanelli à la fin du XIXe siècle avec l'arrivée de travailleurs anglais en provenance du Staffordshire. Llanelli est alors un centre de l'industrie de la poterie. Alors que le rugby à XV est déjà implanté dans la ville, ces immigrés décident de fonder un club de football pour jouer des matchs amicaux contre d'autres équipes fondées à la même période dans les mêmes conditions. C'est ainsi que le premier club de football de Llanelli voit le jour en 1896. Mais les travailleurs de la poterie restant généralement peu de temps sur place, le club a des difficultés à s'établir. Les premiers matchs sont joués dans un stade nommé Cae Blake, dans le quartier de Furnace, mais la construction d'un stade en centre-ville, le Peoples Park, permet au club d'y élire résidence, même si celui-ci n'est qu'une équipe reformée systématiquement au gré des matchs amicaux et sans cadre formel.
En 1904, il est décidé de doter l'équipe de structures lui assurant la pérennité. Cette impulsion est donnée par Bert Andrews, un Anglais d'Ironbridge installé à Llanelli, et qui devient le premier président. Le club s'inscrit alors dans le championnat de Swansea et District. À l'issue de la saison 1911-1912, Llanelli remporte son premier titre de champion.
En 2006, le Llanelli AFC participe pour la première fois de son histoire à une Coupe d'Europe (saison 2006/2007).
Le club est dissous en avril 2013 en raison d'une dette fiscale de 21 000 livres. Le club est reformé sous le nom de Llanelli Town plus tard dans l'année, démarrant en quatrième division galloise la saison 2013-2014. La FAW considère cette nouvelle entité comme la continuation du même club.

## Bilan saison par saison
|           | I   | II | Points | Journées | V  | N  | D  | b.p. | b.c. | Diff. |
| 2018-2019 | ... |    | pts    | ..       | .. | .. | .. | ..   | ..   | ..    |
| ...       |     |    | pts    |          |    |    |    |      |      |       |
| 2012-2013 | 11  |    | 36 pts | 32       | 10 | 6  | 16 | 41   | 68   | -27   |
| 2011-2012 | 4   |    | 59 pts | 32       | 18 | 5  | 9  | 63   | 37   | +26   |
| 2010-2011 | 4   |    | 53 pts | 32       | 15 | 8  | 9  | 58   | 41   | +17   |
| 2009-2010 | 2   |    | 80 pts | 34       | 25 | 5  | 4  | 79   | 26   | +53   |
| 2008-2009 | 2   |    | 83 pts | 34       | 26 | 5  | 3  | 98   | 38   | +60   |
| 2007-2008 | 1   |    | 85 pts | 34       | 27 | 4  | 3  | 99   | 35   | +64   |
| 2006-2007 | 3   |    | 63 pts | 32       | 18 | 9  | 5  | 72   | 33   | +39   |
| 2005-2006 | 2   |    | 68 pts | 34       | 21 | 5  | 8  | 64   | 28   | +36   |
| 2004-2005 | 14  |    | 29 pts | 34       | 8  | 5  | 21 | 42   | 85   | -43   |
| 2003-2004 |     | 1  | 82 pts | 34       | 26 | 4  | 4  | 74   | 28   | +46   |
| 2002-2003 | 18  |    | 17 pts | 34       | 4  | 5  | 25 | 42   | 89   | -47   |
| 2001-2002 | 15  |    | 31 pts | 34       | 8  | 7  | 19 | 41   | 64   | -23   |

Légende :
- I / II / III : division jouée
- V / N / D : victoires / matchs nuls / défaites
- b.p. / b.c. : buts pour / buts contre
- Diff : différence de buts
- Champion du pays de Galles
- Promotion dans le championnat hiérarchiquement supérieur
- Relégation dans le championnat hiérarchiquement inférieur

## Palmarès
Le tableau suivant récapitule les performances du Llanelli dans les diverses compétitions galloises dans lesquelles il a été engagé depuis sa fondation. Si la dernière décennie atteste de l'acquisition d'une position phare dans le football gallois, l'équipe demeure muette, à l'instar des autres clubs gallois, sur la scène européenne.
| Compétitions nationales | Compétitions internationales |
| --- | ---------------------------- |
| - Championnat du pays de Galles - Champion : 2008 - Vice-champion : 2006, 2009 et 2010 - Coupe du pays de Galles - Vainqueur : 2011 - Finaliste : 1914, 2008 - Coupe de la Ligue du pays de Galles - Vainqueur : 2008 - Finaliste : 2011 | Néant                        |

## Joueurs et personnages du club

### Entraîneurs du club
Le dernier entraîneur du club était Bob Jeffrey.
| Nom              | Période   |
| ---------------- | --------- |
| Alwyn Mainwaring | 1992-1993 |
| Gil Lloyd        | 1993-1996 |
| ...              |           |
| Leighton James   | 1998-2000 |
| John Lewis       | 2000      |
| Mark Evans       | 2000-2001 |

| Nom                | Période   |
| ------------------ | --------- |
| Gary Proctor       | 2001      |
| Ray John (intérim) | 2001      |
| Jason Jones        | 2001-2002 |
| Peter Nicholas     | 2002      |
| Leighton James     | 2002-2003 |
| Neil O'Brien       | 2003-2004 |

| Nom                 | Période   |
| ------------------- | --------- |
| Eddie May           | 2004      |
| Nicky Tucker        | 2004-2005 |
| Lucas Cazorla Luque | 2005-2006 |
| Peter Nicholas      | 2005-2009 |
| Andy Legg           | 2009-2012 |
| Bob Jeffrey         | 2012-2013 |

### Joueurs emblématiques
Le plus grand buteur qu'ait connu le Llanelli AFC, mais aussi le championnat du pays de Galles en général, est Rhys Griffiths, un attaquant né à Cardiff en 1980 et jouant à Llanelli depuis 2006.  Élu meilleur buteur de Welsh Premier League six fois de rang, dont cinq fois à Llanelli, il est l'auteur de 156 réalisations en 151 matchs. Ce score le place très loin devant le deuxième meilleur buteur du club, Mark Dickeson, auteur de 55 buts sous les couleurs du club.
Avec ses 151 matchs de championnat joués, Griffiths n'est pourtant pas le joueur ayant joué le plus de matchs avec Llanelli. Ce record revient à Gary Lloyd qui a porté 179 fois les couleurs de Llanelli jusqu'à la fin de la saison 2008-2009. Derrière lui se trouve Stuart Jones (166 matchs) et Antonio Corbisiero (165). Griffiths est quatrième de ce classement.

## Participations européennes
| Compétition                            | Matchs joués | Victoires | Matchs nuls | Défaites | Buts pour | Buts contre |
| -------------------------------------- | ------------ | --------- | ----------- | -------- | --------- | ----------- |
| Ligue des champions                    | 2            | 1         | 0           | 1        | 1         | 4           |
| Coupe UEFA / Ligue Europa              | 12           | 3         | 3           | 6        | 12        | 24          |
| Coupe Intertoto (compétition disparue) | 2            | 1         | 0           | 1        | 6         | 6           |
| Total compétitions UEFA                | 16           | 5         | 3           | 8        | 19        | 34          |

La première participation de Llanelli à une compétition européenne remonte à l'été 2006. Au premier tour de qualification de la Coupe de l'UEFA, Llanelli élimine l'équipe suédoise de Gefle IF, 2-1 sur l'ensemble des deux matchs et rencontre au tour suivant une équipe danoise, l'Odense Boldklub qui l'emporte 1-0 à l'aller et 5-1 au retour. 
La saison suivante (2007-2008), Llanelli prend part à la coupe Intertoto et affronte le FK Vėtra Vilnius, un club de Lituanie. Sur les deux matchs, les deux équipes se neutralisent, ayant inscrit 6 buts chacune. Alors qu'au match retour Llanelli est mené (en score cumulé) 6-3 à la mi-temps, l'attaquant Rhys Griffiths inscrit un triplé lors de la seconde période et remet les deux équipes à égalité. Néanmoins, Vėtra se qualifie grâce au nombre de buts marqués à l'extérieur.
Llanelli se qualifie pour la première fois en Ligue des champions lors de la saison 2008-2009 en étant sacré champion du pays de Galles la saison précédente. Lors du premier tour qualificatif, Les Gallois s'inclinent 4-1 sur l'ensemble des deux matches face aux Lettons du FK Ventspils et en dépit d'une victoire 1-0 à l'aller. Lors des deux saisons qui suivent, Llanelli joue en Ligue Europa et se heurte, d'abord à Motherwell, club écossais 1-3 sur les deux matchs, malgré une victoire qualifiée par son capitaine Andy Legg de « meilleur résultat de l'histoire de Llanelli » 1-0, puis au FK Tauras Tauragé 4-5 après prolongations.

## Structures du club

### Équipementier et sponsors
Le Llanelli AFC était sponsorisé par la filiale britannique de la firme danoise Carlsberg.